# Willy Bürkle
Willy Bürkle (* 7. Oktober 1906 in Stuttgart; † 1973) war ein deutscher Unternehmer, der als „Salatkönig“ bekannt und in der Nachkriegszeit in einen Finanzskandal verwickelt wurde.

## Leben
Willy Bürkle absolvierte seine Volksschulzeit in Undingen und in Stuttgart, wo er in der Paulinenpflege aufgezogen wurde. Danach machte er eine Lehre zum Kaufmann bei einem Holzhandelsbetrieb und besuchte die Städtische Handelsschule in Stuttgart. Er arbeitete in einer Molkereigenossenschaft, im Motorradhandel und einem Feinkostgeschäft und war später als selbstständiger Handelsvertreter tätig. Ab 1928 handelte er mit Speiseöl bzw. fettfreien Salatsaucen. Seine „Salatine“ verkaufte er zunächst vom Handwagen aus an den Haustüren; die Gewinne steckte er in weitere Unternehmen. Sein Motto soll, sobald ein Artikel nicht oder schwer zu beschaffen war, gelautet haben: „Das könne mir auch, das mache mir selber.“ Dies bezog sich insbesondere auf die Herstellung von Ersatznahrungsmitteln, auf die Bürkle sich speziell während der Zeit des Zweiten Weltkriegs verlegte. Er stellte unter anderem einen Vitamin-Hefe-Extrakt, einen Malzextrakt und einen Sirupersatz namens Cerebona her.
1944 leitete er eine Zuckerfabrik in Schwetz an der Weichsel.
Nach dem Ende des Zweiten Weltkriegs erweiterte er seinen Immobilienbesitz und seine Geschäftstätigkeit in und um Stuttgart. Unter anderem pachtete er eine Ziegelei, errichtete ein Baustoffwerk und vertrieb Radioapparate, zunächst unter dem Markennamen „Rondo“, später als „Ponti“-Apparate. Die Radios wurden in Tongefäße eingebaut, die Bürkle in seiner Keramikwerkstätte auf der Gutenhalde produzieren ließ. Für seine Gutenhalde-Keramik fertigte Bürkle auch eigene Entwürfe. 
Auch die Handelsfirmen Schmidt & Co. GmbH in Stuttgart-Feuerbach und die Ernst Spiess GmbH in Stuttgart gingen auf Bürkle zurück.
1950 kam es zur Bürkle-Affäre, einem Finanzskandal um überhöhte Kredite für Bürkle.
Bürkles Ehefrau Elisabeth überlebte ihren Gatten, der 1973 starb.

## Der Finanzskandal
Am 17. September 1948 akzeptierte der Verwaltungsrat der Stuttgarter Girokasse Bürkles Vermögen in Höhe von 1,7 Millionen DM als Sicherheit für einen Wechsel über 185.000 DM. Bis zum 28. Februar 1950 wuchsen die Schulden Bürkles bei der Girokasse auf fast 8 Millionen DM an. 
Bürkle tätigte in der Nachkriegszeit Investitionen in verschiedene Projekte. Unter anderem warb sein Jugendfreund Lothar Fink für eine Heimkehrersiedlung, die Bürkle in der Fildergemeinde Bonlanden erstellen wollte. Der „Salat-Millionär“ kaufte für 200.000 DM 60 Morgen Heide, um auf dem „Gutenhalde“ genannten Anwesen, dessen ersten Teil er schon 1941 erworben hatte, unter anderem eine Musterlandwirtschaft zu errichten, die über gepflasterte Wirtschaftsstraßen, gekachelte Pferdeställe und mit Eichenholz gebaute Schweine- und Kuhställe verfügte. Allerdings trug der landwirtschaftliche Betrieb sich nie selbst; die Futtermittel mussten aus den Überschüssen der Nährmittelfabrik Willy Bürkle finanziert werden. Im Wohnhaus des Gutes fanden sich eine Sauna und ein Wannenbad mit Mosaikbildern. Außer diesem äußerlich im niederdeutschen Stil gehaltenen Hof legte Bürkle auf dem Gelände eine Keramikwerkstatt an, in der zeitweise bis zu 100 Personen beschäftigt waren.
Die Anlage auf der Gutenhalde wurde unter anderem vom Stuttgarter Oberbürgermeister Arnulf Klett als Festgelände genutzt, auf dem eine Tagung der bundesdeutschen Oberbürgermeister beendet wurde. Gefeiert wurde mit einer Freiluftaufführung des Staatstheaters und einer opulenten Mahlzeit, bei der ganze Ochsen am Spieß gebraten wurden. Auch die US-Besatzungsmacht wusste das Bürkle-Anwesen zu schätzen.
Gleichzeitig jedoch gerieten Bürkle und die mit ihm verbundenen Unternehmen in finanzielle Schwierigkeiten. Seine Lieferfirma Weisschädel in Eßlingen am Neckar ging in betrügerischen Konkurs, die Nährmittelfabrik Willy Bürkle musste Insolvenz anmelden, die Radiofabrik Lennartz & Boucke in Tübingen wurde zahlungsunfähig. Weitere Projekte, die Bürkle angedacht hatte, kamen nicht mehr zustande. Darunter war die Idee der „Bona-Gilde“, einer Handelsorganisation, die Groß- und Zwischenhandel vermeiden und Direktverkauf von Waren durch Flüchtlingsfrauen von Lkws aus durchführen sollte, und der Bau eines röhrenlosen Radiogerätes, möglicherweise nach Plänen des Erfinders Robert Denk.
Die ersten Kredite der Girokasse wurden von Oberbürgermeister Klett, Bürgermeister Kirn und Senator Krämer, den Mitgliedern des Kreditausschusses, gewährt, um dem Rückgang der Bürkle-Unternehmen entgegenzuwirken.
Christian Härle, Präsident der Landesversicherungsanstalt und Mitglied des Verwaltungsrates, warnte frühzeitig vor der Kreditvergabe. Er stellte fest, dass Bürkles Sicherheiten nicht einmal für die Hälfte des insgesamt gewährten Kredites ausreichten, wurde jedoch offenbar nicht ernst genommen. Daraufhin ließ er sich von seinem Amt entbinden.
Nachdem die Girokasse jedoch Bilanz zog und die Gemeinde als Bürge für die Millionenforderungen einstehen musste, beschloss der Gemeinderat, die Ausfallbürgschaft zu übernehmen. Nach einem außergerichtlichen Rahmenabkommen erhielt die Girokasse jedoch von Bürkle diverse Sicherheiten in Form von Grundstücken, Maschinen etc., „über deren [...] Wert“, so ein Zitat im Spiegel vom 3. August 1950, „sich noch nichts Endgültiges sagen“ ließ. Eine Betriebs- und Vermögensverwaltungsgesellschaft für die Bürkleschen Betriebe, Tochtergesellschaften und Beteiligungen wurde gegründet, die alle Aktiva und Passiva übernahm und auf die Bürkle keinen Einfluss mehr hatte. Unter Vorbehalt ausgeschlossen davon waren nur die Import-Exportgesellschaft Schmid & Co., die mit Kaviar handelte, die Ponti GmbH und die Gutenhalde, jedoch ohne den Keramikbetrieb.
Bei den Kunden der Girokasse löste dieses Vorgehen Empörung und Unruhe aus. In einem Schreiben versuchte die Girokasse dem entgegenzusteuern: „Die Spareinlagen sind in keiner Weise gefährdet. Es gilt jetzt, das Kreditengagement Bürkle durch Heranziehung seiner erheblichen Vermögenswerte mit Unterstützung der Stadt Stuttgart in Ruhe abzuwickeln.“
Bürkle selbst plante nach diesem Zusammenbruch, sich im Ost-West-Geschäft auf dem Textilsektor zu sanieren. Dies gelang ihm allerdings nicht. Nachdem die Behauptung lanciert worden war, Bürkle sei der Regierung der Ostzone mit der Begründung besonders empfohlen worden, er habe die KPD durch Geldzahlungen unterstützt, fanden richterliche Ermittlungen statt. Die Richtigkeit der Behauptung konnte nicht bestätigt werden. Dennoch wurde Alois Mahringer, der die Bürkle-Affäre aufzuarbeiten hatte, Ende 1950 mit der Äußerung zitiert: „Der Bürkle hat gesagt, er sei mit Fräulein Pieck spazieren gefahren.“ Die Besatzungsmächte verhinderten nach diesen Gerüchten jedenfalls Bürkles geplantes West-Ost-Geschäft.

## Aufarbeitung des Finanzskandals
Wie es überhaupt dazu kommen konnte, dass Bürkle Kredite in solcher Höhe erhielt, ließ sich rückblickend nicht mehr aufklären. Während er selbst behauptete, das Geld nicht nur vom damaligen Girokassen-Direktor Wolf, sondern auch von den Spitzen der Stadt- und Girokassenverwaltung geradezu aufgedrängt bekommen zu haben, warf der Nachfolger Wolfs, Dr. Alois Mahringer, Bürkle Erpressung vor. Kriminaloberkommissar George hatte sich zwar vorgenommen, Bürkle „als Inhaber von elf Firmen unter allen Umständen zur Strecke“ zu bringen, konnte dieses Ziel jedoch nicht erreichen. Wolf selbst verstarb, bevor die Untersuchungen zur Bürkle-Affäre in Gang kamen.
Feststellen ließ sich immerhin, dass Wolf nach der Währungsreform im Jahr 1948 Bürkle als Kunden der All-Bank für die Girokasse abgeworben hatte, indem er ihm 6 statt 12 Prozent Zinsen anbot. Dies war für Bürkle ein verlockender Vorschlag gewesen, da er zu diesem Zeitpunkt sein Konto bei der All-Bank um 250.000 DM überzogen hatte. Er hatte damals beim Prinzen von Hohenzollern Holz gekauft, das er nicht sofort losschlagen konnte und erst später für 700.000 DM an das Volkswagenwerk verkaufen konnte. Wolf hatte dabei offenbar auf Bürkles in Zeiten der Warenknappheit bewährte Geschäftstüchtigkeit vertraut; ferner spielten offenbar auch die persönlichen Beziehungen Bürkles zur Familie Klett eine wesentliche Rolle: Arnulf Kletts Ehefrau hatte beispielsweise schon die Gattin des US-amerikanischen Generals Clay zum Baden ins Freibad in Bonlanden mitgenommen. Eine erste Haus- und Werksbesichtigung bei Bürkle nahm Wolf mit dem Wechsel-Abteilungsleiter Beutler und dem Kreditreferenten Schmid vor, eine zweite wurde durch die Girokassenchefs Laemmle und Richter durchgeführt. Danach wurde Willy Bürkle von Wolf persönlich telefonisch informiert, dass 250.000 DM in bar zur Abholung und zur Ablösung von der All-Bank für ihn bereitlägen. 
Noch am selben Tag, so ergaben später die Untersuchungen, wurde der erste Wechsel in Höhe von 185.000 DM diskontiert. Ein Wirtschaftsprüfer bestätigte den Aufsichtsorganen der Stuttgarter Girokasse, also dem Verwaltungsrat unter dem Vorsitz von Arnulf Klett sowie dem Kreditausschuss, dem ebenfalls Klett vorstand, die Bürkle-Unternehmen seien 1,6 Millionen DM wert. Klett unterschrieb auch das Bankformular, in dem erstmals der Kredit für Bürkle gewährt wurde. 
Den nächsten Kredit erlangte Bürkle im November 1948. Er beantragte die Summe von 1,7 Millionen DM mündlich und formlos bei Direktor Wolf und erhielt sie umgehend. 
Nur einen einzigen Kreditantrag überhaupt stellte Willy Bürkle bei der Girokasse schriftlich: Am 1. März 1949 beantragte er 2,25 Millionen DM, die er zusammen mit einem Wechselkredit in Höhe von 750.000 DM erhielt.
Am 20. April 1949 hatte er 3,8 Millionen DM Schulden, am 3. Juni 1949 4,6 Millionen DM, am 11. Juni 1949 waren es 4,8 Millionen DM und am 20. Juli 1949 waren Bürkles Schulden auf 5,162 Millionen DM angestiegen.
Nun protestierte der Stuttgarter Bürgermeister Hirn (SPD), der ebenfalls zum Verwaltungsrat der Girokasse gehörte, gegen diese ständige Erweiterung der Kredite. Dennoch konnte Bürkle bis zum 21. Oktober 1949 insgesamt 5,533 Millionen DM Kreditschulden bei der Girokasse, die laut ihrer Satzung eigentlich überhaupt keine Industriekredite vergeben und nur ein Prozent der Gesamteinlagen als Personalkredit ausgeben durfte, anhäufen. Insgesamt hätte sie Bürkle damit höchstens 1,78 Millionen DM gewähren dürfen.
Die Bürkle-Betriebe sollten daraufhin liquidiert werden. Als Treuhänder wurde der Chef der Württembergischen Finanz-AG Raach eingesetzt, der offenbar im gleichen Stil wie Bürkle noch weiterwirtschaftete. Die Unternehmen hatten in Zeiten der Reichsmarkfülle und der Warenknappheit viel Geld abgeworfen, waren jedoch unter den veränderten Bedingungen nach der Währungsreform nicht mehr überlebensfähig: Nachdem der Markt für Maisprodukte und Suppenpaste in der Ostzone weggebrochen war, waren etwa die Produkte der Nährmittelfabrik Willy Bürkle nicht mehr zu verkaufen. Unter Raach stieg die Summe auf Bürkles Schuldkonto am 18. November 1949 auf 5,991 Millionen DM, woraufhin der Kreditausschuss ihm gleich noch weitere 300.000 DM bewilligte, am 24. November war die Grenze von 6 Millionen überschritten, am 14. Dezember 1949 hatte Bürkle 6,110 Millionen DM Kreditschulden und am 5. Januar 1950 6,245 Millionen DM. Immer noch wurden weitere Kredite gewährt, um die maroden wirtschaftlichen Konstrukte zu stützen.
Raach ließ sich im März 1950 „wegen der Unmöglichkeit der Zusammenarbeit mit Bürkle“ von seiner Treuhänderschaft entbinden. Zu diesem Zeitpunkt betrug die Kreditschuld 7.866.397 DM. Raach und Bürkle beschuldigten einander, dieses weitere Anwachsen verschuldet zu haben.
Die Kreditaffäre wurde nun vor dem Stuttgarter Stadtparlament verhandelt. Gegen den Verwaltungsrat der Girokasse wurde ein Misstrauensantrag gestellt und die Leitung der Girokasse wurde abgesetzt. Neuer Chef wurde Dr. Alois Mahringer, der schon 1931 in Berlin den Fall Lahusen miterlebt hatte und den Bürkle-Skandal als zehnfachen Fall Lahusen bezeichnete.
Erst Mahringer versuchte durch die Gründung der Betriebs- und Vermögensverwaltungsgesellschaft einen Strich unter die Bürkle-Angelegenheit zu ziehen: „Schluß mit allen Versuchen, die verlorenen Kredit-Millionen durch weitere Geldspritzen in die kranken Bürkle-Betriebe wieder hereinzuholen.“
Nachdem die Vorkommnisse publik geworden waren, tagte der Ministerrat. Am 18. Dezember 1950 beschloss er, einen Staatsbeauftragten zur Klärung der Bürkle-Affäre zu ernennen. Dieser sollte unter anderem feststellen, ob die Städtische Girokasse Ersatzansprüche gegenüber den Mitgliedern des Verwaltungsrates hatte. Zu diesem Zeitpunkt war bereits bekannt, dass die Girokasse in mindestens 24 weiteren Fällen ebenfalls überhöhte Kredite an unsichere Betriebe vergeben hatte. Der BHE-Abgeordnete Wilhelm Mattes kündigte noch während der Untersuchung an, weitere Fälle öffentlich zu machen.